# Јаунтвил (Калифорнија)
Јаунтвил (енгл. Yountville) град је у америчкој савезној држави Калифорнија. По попису становништва из 2010. у њему је живело 2.933 становника.

## Демографија
Према попису становништва из 2010. у граду је живело 2.933 становника, што је 17 (0,6%) становника више него 2000. године.
| Група             | 2000.         | 2010.         |
| Белци             | 2.524 (86,6%) | 2.465 (84,0%) |
| Афроамериканци    | 32 (1,1%)     | 38 (1,3%)     |
| Азијати           | 40 (1,4%)     | 49 (1,7%)     |
| Хиспаноамериканци | 281 (9,6%)    | 289 (9,9%)    |
| Укупно            | 2.916         | 2.933         |